# Comeback Kid (gruppo musicale)
I Comeback Kid (spesso abbreviato in CBK) sono un gruppo musicale canadese formatosi a Winnipeg nel 2001.

## Storia
La band si è formata nel marzo 2001 da Andrew Neufeld e Jeremy Hiebert, i quali erano entrambi membri dei Figure Four. Si unirono ai loro amici Scott Wade e Kyle Profeta, ma inizialmente il gruppo doveva essere solamente un progetto parallelo. La loro popolarità crebbe grazie al passaparola nell'ambiente Hardcore. La band pubblicò Turn It Around su Facedown Records nel 2003, prima di passare alla Smallman Records per il territorio canadese e la Victory Records per il resto del mondo. Nel 2005 incisero Wake The Dead, attualmente considerato il loro più grande lavoro ed evoluzione del precedente Turn It Around, il quale fu premiato come miglior album Hardcore del 2005. Grazie a questo successo, la band divenne popolare in tutto il globo.
Nel marzo del 2006 Scott Wade inserì un messaggio su MySpace dicendo che avrebbe lasciato i Comeback Kid, ringraziando il gruppo e tutti i fan.
Scott suonò un ultimo concerto con la band nel luglio del 2006.
Con l'uscita del cantante Scott Wade nel 2006, vennero apportati dei cambiamenti all'interno della formazione, con il passaggio di Andrew Neufeld dalla chitarra alla voce e a seguire, l'entrata di Casey Hjelmberg al precedente posto di Neufeld come chitarra.
L'anno successivo 2007 esce Broadcasting, che presenta profonde differenze rispetto ai precedenti lavori della band, la quale descrive quest'ultimo album come un esperimento che coinvolge vari stili oltre al solito Hardcore. Nel 2008 viene pubblicato il DVD Trough the Noise, contenente i live di vari tour e le interviste ai componenti della band.
Dopo tre anni dall'ultimo album, nell'agosto del 2010, esce il nuovo lavoro della band Symptoms + Cures.
Nel gennaio 2012, il chitarrista Casey Hjelmberg comunica ufficialmente la sua uscita dalla band e viene rimpiazzato alla chitarra da Stu Ross dei Misery Signals/Living with Lions.

## Formazione

### Formazione attuale
- Andrew Neufeld – voce (2006-presente); chitarra ritmica, cori (2001-2006)
- Jeremy Hiebert – chitarra solista, cori (2001-presente)
- Stu Ross – chitarra ritmica, cori (2012-presente)
- Chase Brenneman – basso, cori (2021-presente)
- Loren Legare – batteria (2015-presente)

### Ex componenti
- Kevin Call – basso (2003-2007)
- Scott Wade – voce (2001-2006)
- Cliff Heide – basso (2001-2003)
- Kyle Profeta – batteria (2001-2014)
- Casey Hjelmberg – chitarra (2006-2012)
- Matt Keil[3] – basso, cori (2008-2014)
- Jesse Labovitz – batteria (2014-2015)
- Ron Friesen – basso, cori (2014-2018)

## Discografia

### Album in studio
- 2003 – Turn It Around
- 2005 – Wake the Dead
- 2007 – Broadcasting...
- 2010 – Symptoms + Cures
- 2014 – Die Knowing
- 2017 – Outsider
- 2022 – Heavy Steps

### Album dal vivo
- 2008 – Through the Noise

### EP
- 2002 – Comeback Kid